# HMS London (69)
HMS London (69) là một tàu tuần dương hạng nặng thuộc lớp County của Hải quân Hoàng gia Anh Quốc, và là chiếc dẫn đầu cho lớp phụ London. Nó đã tham gia hoạt động trong suốt Chiến tranh Thế giới thứ hai và sau đó, cho đến khi được tháo dỡ vào năm 1950.

## Thiết kế và chế tạo
London được chế tạo bởi Xưởng đóng tàu Portsmouth, được đặt lườn vào ngày 23 tháng 2 năm 1926. Nó được hạ thủy vào ngày 14 tháng 9 năm 1927, và đưa ra hoạt động vào ngày 31 tháng 1 năm 1929.

## Lịch sử hoạt động

### Những năm giữa hai cuộc thế chiến

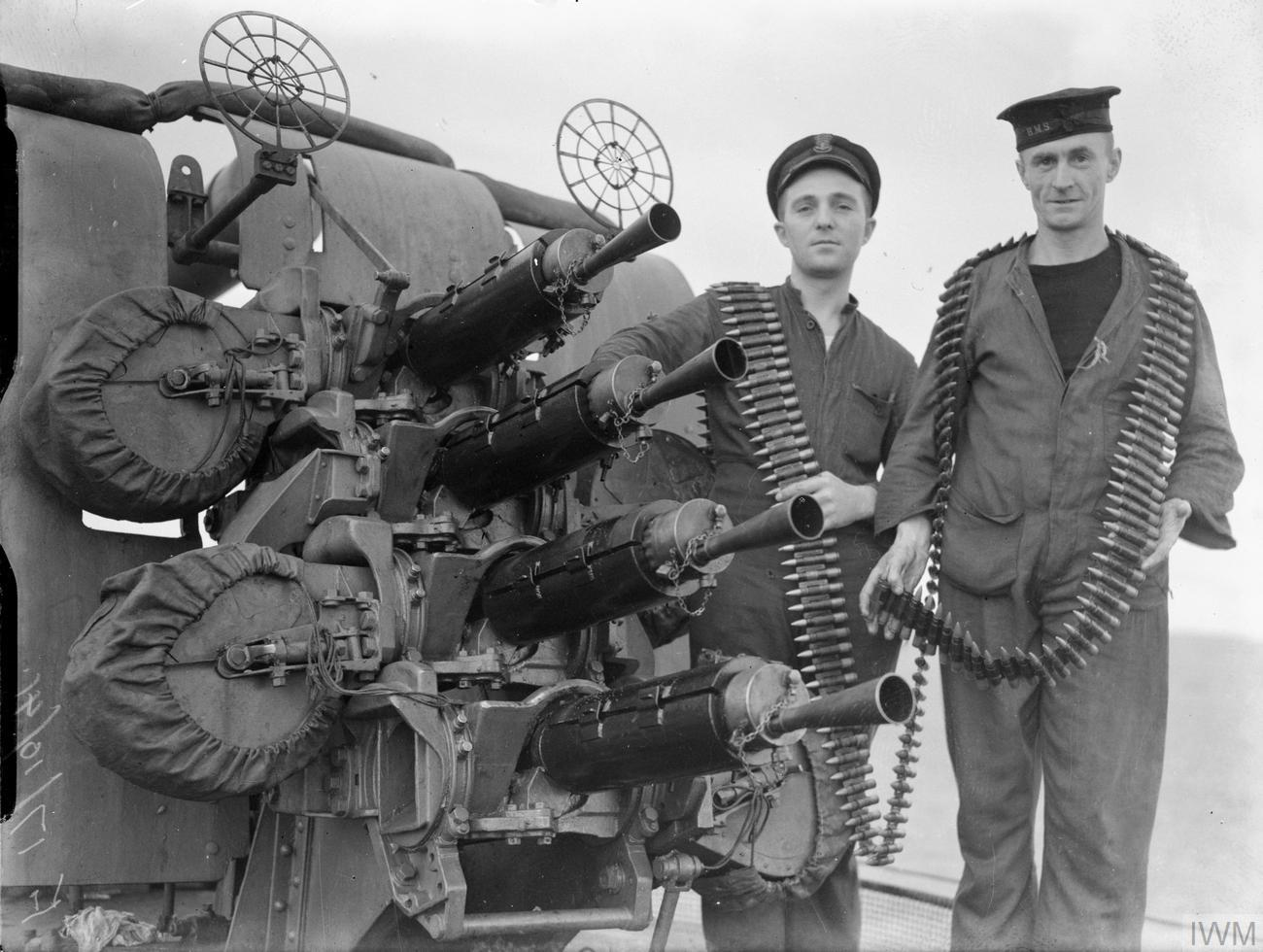
Một khẩu đội súng máy Vickers.50 phòng không bốn nòng tại vị trí chiến đấu bên trên HMS London. Lưu ý dây đạn dài ngang qua vai hai pháo thủ.

London phục vụ cùng với Hải đội Tuần dương 1 cho đến tháng 3 năm 1939, và đảm trách vai trò soái hạm của Đô đốc Max Horton trong giai đoạn ông chỉ huy Hải đội 1. Chỉ huy của nó trong giai đoạn này là Đại tá Hải quân Henry Harwood. London đã cùng với con tàu chị em Shropshire đã giúp vào việc di tản hàng ngàn thường dân từ Barcelona trong cuộc Nội chiến Tây Ban Nha. Từ tháng 3 năm 1939, nó bắt đầu một đợt tái cấu trúc rộng rãi, và có dáng vẽ bên ngoài thay đổi đáng kể. Việc thay đổi hệ thống động lực cho nó từng được xem xét, nhưng sau đó bị hủy bỏ. Nó có được một cấu trúc thượng tầng hoàn toàn mới bên trên sàn tàu chính, và trong nhiều khía cạnh trông giống như một tàu tuần dương hạng nhẹ thuộc lớp Colony. Ngoài ra, nó còn được trang bị một đai giáp bê tông dày 3½ inch được mở rộng 2,4 m (8 ft) bên dưới sàn tàu bọc thép chính, che chở cho các ngăn động cơ. Trọng lượng thêm vào do cấu trúc cầu tàu mới và vũ khí hạng hai đã tạo áp lực quá tải lên lườn tàu, gây ra một số vấn đề cho đến khi nó được gia cố thêm. Công việc tái cấu trúc cuối cùng cũng kết thúc vào tháng 3 năm 1941. Việc cải tạo này được vạch kế hoạch để áp dụng cho những chiếc khác trong lớp County, nhưng do chiến tranh đan lan rộng đến cao trào, không có chiếc nào khác được cải tạo.

### Đại Tây Dương - Nam Phi - Bắc Cực

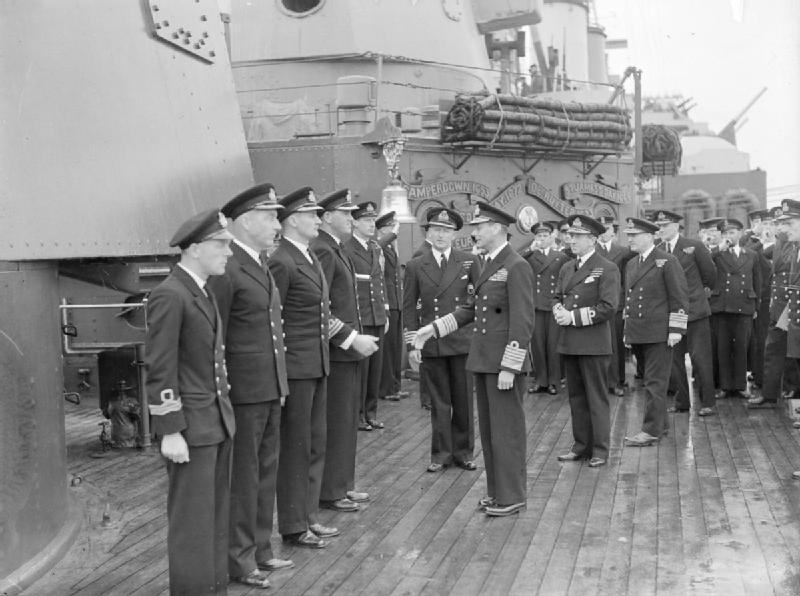
Vua George VI gặp gỡ các sĩ quan của HMS London đang xếp hàng trên sàn tàu cạnh một tháp pháo 8, khi nó thuộc Hạm đội Nhà tại Scapa Flow.

London đã từng tham gia vào việc săn đuổi thiết giáp hạm Đức Bismarck vào tháng 5 năm 1941. Sau đó nó được phân công hoạt động ngoài khơi bờ biển Nam Phi. Vào ngày 5 tháng 6 năm 1941 London cùng với tàu khu trục HMS Brilliant đánh chặn các tàu chở dầu tiếp liệu Đức Esso Hamburg và Egerland tại khu vực tiếp tế ngoài khơi con đường hàng hải Freetown-Natal. Các tàu chở dầu bị chính thủy thủ đoàn của chúng đánh đắm. Đến ngày 26 tháng 6, nó lại ngăn chặn chiếc tàu chở dầu Đức Babitonga, được giao nhiệm vụ tiếp tế cho chiếc tàu cướp tàu buôn Atlantis. Một lần nữa, thủy thủ của Babitonga lại đánh đắm nó.
Sau đó London phục vụ trong vai trò hộ tống các đoàn tàu vận tải đến Nga. Vào tháng 9 năm 1941, nó thực hiện nhiệm vụ đưa một đoàn đại biểu Anh-Mỹ, trong đó có Lord Beaverbrook và W. Averell Harriman, từ Scapa Flow đến Archangel để gặp gỡ Chính phủ Xô Viết tại Moskva. Nó quay trở về Scapa Flow vào ngày 30 tháng 9 cùng với một đoàn tàu vận tải quay trở về bao gồm mười bốn tàu buôn. Đến tháng 10, có những biểu hiện cho thấy trọng lượng bổ sung trong quá trình tái cấu trúc đã tạo áp lực quá tải lên lườn tàu, và các hoạt động tại Đại Tây Dương đã gây ra những hư hại đáng kể cho lườn tàu, nên nó bị buộc phải quay trở vào ụ tàu để sửa chữa.
Vào tháng 1 năm 1942, London đi vào hoạt động trở lại. Từ tháng 4 đến tháng 5, nó hoạt động trong thành phần hộ tống gần cho các đoàn tàu vận tải Bắc Cực; và từ tháng 6 đến tháng 7 nó tiếp tục vai trò này cùng với tàu tuần dương chị em HMS Norfolk và các tàu tuần dương Mỹ USS Tuscaloosa và USS Wichita dưới quyền chỉ huy chung của Chuẩn Đô đốc Hamilton. Đến tháng 9 nó hoạt động cùng các tàu chị em HMS Norfolk và Suffolk dưới quyền chỉ huy của Phó Đô đốc Bonham-Carter. Sang tháng 11 nó phục vụ cùng với HMS Suffolk vẫn trong vai trò hộ tống các đoàn tàu vận tải Bắc Cực. Đến tháng 12, sức ép lên lườn tàu của nó sau những tháng dài hoạt động trong điều kiện thời tiết khắc nghiệt của vùng cực đã bộc lộ ra những vấn đề, và nó lại phải vào ụ tàu để sửa chữa.

### Viễn Đông
Vào tháng 1 năm 1943, HMS London được cho ngừng hoạt động để tái trang bị tại Tyne Middledock. Một năm sau đó vào tháng 1 năm 1944, London hoàn tất việc chạy thử máy sau sửa chữa. Đến tháng 3, nó được chuyển sang phục vụ cùng Hạm đội Viễn Đông Anh Quốc đặt căn cứ tại Trincomalee, dưới quyền chỉ huy của Đô đốc James Fownes Somerville. Vào tháng 4, nó hộ tống các tàu sân bay trong cuộc không kích xuống Sabang trong Chiến dịch Cockpit. Vào tháng 5, nó tham gia cuộc tấn công bằng tàu sân bay xuống Soerabaya, và cùng với HMS Suffolk hộ tống các tàu tiếp liệu cho lực lượng đặc nhiệm. Trong tháng 10, Hạm đội Viễn Đông được sử dụng như một lực lượng nghi binh phân tán tấn công vào quần đảo Nicobar để cho cuộc đổ bộ lên Leyte có thể diễn ra suôn sẽ.
Vào tháng 4 năm 1945, London vẫn đang hoạt động tại Ấn Độ Dương và đã tham gia vào việc bắn phá Sabang (Chiến dịch Sunfish). Từ tháng 5 đến tháng 7, nó vào ụ tàu Selborne ở Simonstown thuộc Nam Phi để sửa chữa bánh lái. Đến tháng 8, nó quay trở lại Ấn Độ Dương, nơi Chuẩn tướng Hải quân Poland thả neo nó ngoài khơi Sabang. Các đại biểu quân sự Nhật Bản đã mang đến những tài liệu chỉ ra vị trí của các bãi mìn đồng thời đảm bảo thiện ý hòa bình của họ; và vào cuối tháng, Phó Đô đốc Hirose của Hải quân Đế quốc Nhật Bản lên chiếc London để đầu hàng nhân danh các lực lượng trú đóng tại Sumatra. Sau đó London cho đổ bộ các đơn vị thủy quân lục chiến.

### Sau chiến tranh và sự kiệnAmethyst
Sau Thế Chiến II, là chiếc tàu tuần dương mang pháo 203 mm (8 inch) duy nhất được hiện đại hóa của Hải quân Hoàng gia, London được cho tái trang bị để tiếp tục phục vụ. Khi hoàn tất, nó lên đường đi sang Viễn Đông vào năm 1946 và phục vụ tại đây trong ba năm tiếp theo.
Vào ngày 25 tháng 4 năm 1949, Phó Đô đốc A. Madden, phó tư lệnh Hạm đội Viễn Đông, vốn đang đặt cờ hiệu của mình trên chiếc HMS London, và sau khi được tin chiếc tàu hộ tống HMS Amethyst bị vây chặt trên sông Dương Tử, đã quyết định đi ngược dòng sông để trợ giúp vào việc giải cứu cùng với tàu hộ tống HMS Black Swan. Madden hy vọng rằng sự có mặt của chiếc tàu tuần dương đủ để giải quyết được vấn đề, nhưng sau đó nhận ra là những người Cộng sản Trung Quốc không dễ bị dọa nạt. Trong vòng mười phút kể từ khi bắt đầu đi ngược dòng sông, London bắt đầu chịu đựng hỏa lực đạn pháo 105 mm và 37 mm. Nó đáp trả bằng dàn pháo chính và pháo hạng hai 102 mm (4 inch), nhưng bị bắn trúng nhiều phát kể cả vào cầu tàu và phải rút lui. Cả hai dàn pháo phía trước của London đều bị loại khỏi vòng chiến, và một trong các tháp pháo phía sau của nó bị hư hại. Nó đã tiêu phí 132 quả đạn pháo 203 mm (8 inch), 449 quả 102 mm (4 inch) và trên 2.000 đạn pháo phòng không hạng nhẹ. Tổn thất của nó là 13 người thiệt mạng và 30 người bị thương.
Đến tháng 6 năm 1949, nó khởi hành từ Hong Kong quay trở về Anh Quốc sau khi được thay phiên bởi tàu tuần dương HMS Kenya và được cho bỏ không tại River Fal. London bị bán để tháo dỡ vào ngày 3 tháng 1 năm 1950. Nó được cho kéo đến Barrow-in-Furness vào ngày 22 tháng 1 năm 1950 để bắt đầu được tháo dỡ bởi hãng T.W. Ward tại Barrow.